# Orden del Imperio de la India
La Eminentísima Orden del Imperio de la India es una orden de caballería británica fundada por la reina Victoria en 1877. Desde que la India alcanzó su independencia en 1947 no se ha realizado ningún nombramiento dentro de la Orden.
El lema de la Orden es Imperatricis auspiciis (en castellano, "Bajo auspicio de la Emperatriz"), en referencia a la reina Victoria, la primera emperatriz de la India. La Orden es la última orden de caballería creada y asociada con el Imperio de la India, siendo la primera la Orden de la Estrella de la India.

## Historia
La Orden fue fundada en 1877 para recompensar a los oficiales británicos y nativos que servían en la India. Originalmente, solo tenía un rango ("compañero"), aunque fue dividido en tres a partir de 1887. La Orden del Imperio de la India pretendía ser una orden menos exclusiva que la de la Estrella de la India, fundada en 1861; por eso, se hicieron muchos más nombramientos en la Orden del Imperio que en la Orden de la Estrella.
Los nombramientos en ambas Órdenes fueron suspendidos desde el 14 de agosto de 1947, fecha de independencia de la India. El único miembro con vida de la Orden es el maharajá de Dhrangadhra, caballero comendador nacido en 1923. La reina Isabel II (soberana de la Orden) falleció en 2022.

## Grados
La orden dividía a sus miembros en tres rangos:
1. Caballero gran comendador (GCIE)
2. Caballero comendador (KCIE)
3. Compañero (CIE)

## Composición
El monarca británico era, y sigue siendo, el soberano de la Orden. Por debajo del soberano se encontraba el gran maestre; este puesto estaba ocupado, ex officio, por el virrey de la India. Los miembros de primera categoría de la Orden eran conocidos como caballeros grandes comendadores, en lugar de caballeros gran cruz, para no ofender a los miembros no cristianos de la Orden.
Los antiguos virreyes y otros altos oficiales podían ser nombrados miembros, así como los dirigentes de los pequeños estados que pertenecían al territorio colonial. Normalmente los dirigentes de los principales estados súbditos eran nombrados "caballeros grandes comendadores" de la Orden de la Estrella de la India, antes que miembros de la Orden del Imperio. Las mujeres, salvo las dirigentes de los estados, no podían ser nombradas miembros de la Orden, y aquellas que lo eran recibían el título de "caballeros", en lugar de "damas" o "ladies".

## Vestimenta y aditamentos

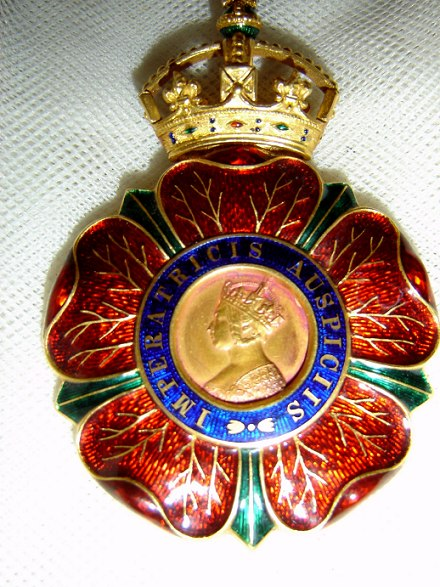
Insignia perteneciente a Mokshagundam Visvesvarayya.

Los miembros de la Orden solían vestir elaborados trajes en las ceremonias importantes:
- El manto, llevado solo por los caballeros grandes comendadores, estaba hecho de satén azul oscuro ribeteado con seda blanca. En el lado izquierdo tenía una representación de la estrella.
- El collar, también llevado solo por los miembros de la primera clase de la Orden, y estaba confeccionado en oro. Estaba formado por piezas alternas representando elefantes dorados, rosas indias y pavos reales.

En ocasiones menos importantes, se usaban insignias más simples:
- La estrella, portada por los caballeros grandes comendadores y por los caballeros comendadores. Tenía 10 puntas, incluyendo rayos de oro y plata en el caso de los grandes comendadores, y solo de plata en el caso de los comendadores. En el centro tenía una imagen de la reina Victoria rodeada por un anillo azul oscuro con el lema y coronada por una corona.
- La insignia era portada en una banda azul oscura que iba desde el hombro derecho a la cadera izquierda por los grandes comendadores, mientras que los comendadores y los compañeros la llevaban en un lazo azul oscuro alrededor del cuello. Incluía un flor roja de cinco pétalos coronada por una corona, con la imagen de la reina Victoria en su centro rodeada por un anillo azul oscuro con el lema de la Orden.

## Precedencia y privilegios
Todos los miembros de la Orden tenían asignadas posiciones en el orden de precedencia, dependiendo del rango que tuvieran. Las esposas de todos los miembros, así como los hijos, hijas y nueras de los grandes comendadores y de los comendadores, tenían también asignado el orden de precedencia.
Los caballeros grandes comendadores usaban las iniciales "GCIE" después de su nombre, los caballeros comendadores usaban las iniciales "KCIE", y los compañeros usaban "CIE". Tanto los grandes comendadores como los comendadores ostentaban el título de sir, mientras que sus esposas empleaban el de lady. Estos tratamientos no eran usados por los pares ni por los príncipes indios, excepto cuando los nombres de aquellos estaban detallados en su forma completa.
Los caballeros grandes comendadores también podían recibir un escudo heráldico. En caso de que ya lo tuvieran, podían rodear sus armas con el circlet (un anillo con el lema) y el collar de la Orden; los caballeros comendadores y los compañeros podían incluir el circlet pero no el collar.